# U-251
| U-251                      | U-251                                                          | U-251                                                          |
| -------------------------- | -------------------------------------------------------------- | -------------------------------------------------------------- |
|                            |                                                                |                                                                |
|                            |                                                                |                                                                |
| U-251 у Нарвіку            |                                                                |                                                                |
| Під прапором               | Третій рейх                                                    | Третій рейх                                                    |
| Спуск на воду              | 26 липня 1941 року                                             | 26 липня 1941 року                                             |
| Виведений зі складу флоту  | 19 травня 1945 року                                            | 19 травня 1945 року                                            |
| Сучасний статус            | затоплений                                                     | затоплений                                                     |
| Проєкт                     |                                                                |                                                                |
| Тип ПЧ                     | Торпедний ДПЧ                                                  | Торпедний ДПЧ                                                  |
| Основні характеристики     |                                                                |                                                                |
| Швидкість (надводна)       | 17,7 вузла                                                     | 17,7 вузла                                                     |
| Швидкість (підводна)       | 7,6 вузла                                                      | 7,6 вузла                                                      |
| Робоча глибина занурення   | 100 м                                                          | 100 м                                                          |
| Гранична глибина занурення | 220 м                                                          | 220 м                                                          |
| Екіпаж                     | 44 особи                                                       | 44 особи                                                       |
| Розміри                    |                                                                |                                                                |
| Довжина найбільша (по КВЛ) | 67,1 м                                                         | 67,1 м                                                         |
| Ширина корпусу найб.       | 6,2 м                                                          | 6,2 м                                                          |
| Висота                     | 9,6 м                                                          | 9,6 м                                                          |
| Середня осадка (по КВЛ)    | 4,70 м                                                         | 4,70 м                                                         |
| Водотоннажність надводна   | 769 т                                                          | 769 т                                                          |
| Озброєння                  |                                                                |                                                                |
| Артилерія                  | одна палубна гармата калібру 88-мм, одна 20-мм зенітна гармата | одна палубна гармата калібру 88-мм, одна 20-мм зенітна гармата |
| Торпедно- мінне озброєння  | 4 носових і один кормовий ТА. 14 торпед або 26 мін             | 4 носових і один кормовий ТА. 14 торпед або 26 мін             |

U-251 — німецький підводний човен типу VIIC, часів  Другої світової війни.
Замовлення на будівництво човна було віддано 23 вересня 1939 року. Човен був закладений на верфі суднобудівної компанії «Bremer Vulkan-Vegesacker Werft» у місті Бремен-Вегесак 18 жовтня 1940 року під заводським номером 16, спущений на воду 26 липня 1941 року, 20 вересня 1941 року увійшов до складу 6-ї флотилії. Також за час служби входив до складу 11-ї, 13-ї, 24-ї, 21-ї та 31-ї флотилії.
Човен зробив 10 бойових походів, в яких потопив 2 (загальна водотоннажність 11 408 брт) судна.
Потоплений 19 квітня 1945 року у протоці Каттегат (56°37′ пн. ш. 11°51′ сх. д. / 56.617° пн. ш. 11.850° сх. д.) ракетами та артилерією восьми британських та норвезьких «Москіто». 39 членів екіпажу загинули, 4 врятовані.

## Командири
- Капітан-лейтенант Генріх Тімм (20 вересня 1941 — 1 вересня 1943)
- Оберлейтенант-цур-зее Франц Зек (23 листопада 1943 — 19 квітня 1945)

## Потоплені та пошкоджені кораблі[3]
| Назва      | Тип            | Належність      | Дата          | Тоннаж (БРТ) | Вантаж                                             | Статус    | Місце                                                       |
| Jutland    | вантажне судно | Велика Британія | 3 травня 1942 | 6 153        | 1560 т військових вантажів                         | потоплено | 73°02′ пн. ш. 19°46′ сх. д. / 73.033° пн. ш. 19.767° сх. д. |
| El Capitan | вантажне судно | Панама          | 10 липня 1942 | 5 255        | Техніка, їжа, шкіра, боєприпаси та танки на палубі | потоплено | 69°23′ пн. ш. 40°50′ сх. д. / 69.383° пн. ш. 40.833° сх. д. |